# Yrjö Räisänen
Kaarlo Yrjö Räisänen, född 16 februari 1888 i Kuopio, död 18 juni 1948 i Helsingfors, var en finländsk journalist, redaktör och politiker.
Han var redaktör för Suomen Sosialidemokraatti 1918-39 och för Vapaa Sana 1940 och 1944-48, och var känd för sitt pseudonym Sasu Punanen. 
Räisänen var riksdagsman 1930-41 för socialdemokraterna och 1944-48 för Demokratiska förbundet för Finlands folk (DFFF). Han tillhörde en oppositionsgrupp inom den socialdemokratiska riksdagsgruppen som togs i säkerhetsförvar i augusti 1941 i samband med fortsättningskriget och satt frihetsberövad 1941-44. Andra medlemmar av gruppen var Karl H. Wiik, Cay Sundström, Kaisu-Mirjami Rydberg, Mikko Ampuja och Väinö Meltti, sedermera även Johan Helo. Räisänen tillhörde tillsammans med dem till grundarna av DFFF och Socialistiska enhetspartiet. 
Från 1944 till 1947 var Räisänen byråchef i Oy Alkoholiliike Ab och dess assisterande chef 1947-48.
Han är begravd på Sandudds begravningsplats i Helsingfors.